# Іжморський округ
Іжмо́рський округ (рос. Ижморский округ) — муніципальний округ Кемеровської області Російської Федерації.
Адміністративний центр — селище міського типу Іжморський.

## Історія
Іжморський район був утворений 4 вересня 1924 року постановою Сибірського революційного комітету, з травня 1925 року — у складі Томського округу Сибірського краю, з 1930 року — у складі Західносибірського краю, з 1937 року — у складі Новосибірської області, з 26 січня 1943 року — у складі Кемеровської області. У період з 1 лютого 1963 року до 30 грудня 1966 року був ліквідований.
Станом на 2002 рік район поділявся на 1 селищну та 10 сільських рад:
| Поселення                     | Площа, км² | Населення, осіб (2002) | К-ть НП | Населені пункти                                                                                        |
| ----------------------------- | ---------- | ---------------------- | ------- | --- |
| Іжморська селищна рада        | -          | 6252                   | 2       | смт Іжморський, селище Березовський                                                                    |
| Азановська сільська рада      | -          | 652                    | 2       | село Іжморка 2-а, присілок Азаново                                                                     |
| Берікульська сільська рада    | -          | 525                    | 2       | село Берікуль, селище 3669 км                                                                          |
| Златогорська сільська рада    | -          | 418                    | 6       | селища Большекітатський, Глухаринка, Мала Златогорка, Новий Світ, присілки Велика Златогорка, Тіхеєвка |
| Колионська сільська рада      | -          | 1905                   | 6       | села Колион, Тепла Річка, присілки Нижегородка, Новопокровка, Ольговка, Старопокровка                  |
| Красноярська сільська рада    | -          | 1167                   | 4       | села Іверка, Красний Яр, присілки Вяземка, Красна Тайга                                                |
| Новослов'янська сільська рада | -          | 647                    | 3       | села Левашовка, Новослов'янка, присілок Новоорловка                                                    |
| Постниковська сільська рада   | -          | 1249                   | 3       | села Постниково, Почитанка, присілок Велика Піщанка                                                    |
| Святославська сільська рада   | -          | 1002                   | 3       | села Островка, Святославка, селище Котовський                                                          |
| Симбірська сільська рада      | -          | 1085                   | 3       | села Летяжка, Симбірка, Тунда                                                                          |
| Троїцька сільська рада        | -          | 1574                   | 6       | села Воскресенка, Ломачевка, Троїцьке, селища 324 км, Іверка, присілок Листвянка                       |

Законом Кемеровської області від 17 грудня 2004 року Іжморський район був наділений статусом муніципального району, в ньому було створено 7 муніципальних утворень.
5 серпня 2019 року Іжморський муніципальний район був ліквідований, а всі утворення, що входили до його складу були перетворені шляхом об'єднання в Яйський муніципальний округ:
| Поселення                        | Площа, км² | Населення, осіб (2010) | Населення, осіб (2019) | К-ть НП | Населені пункти |
| -------------------------------- | ---------- | ---------------------- | ---------------------- | ------- | --- |
| Іжморське міське поселення       | 469,31     | 6319                   | 5257                   | 4       | смт Іжморський, село Іжморка 2-а, селище Березовський, присілок Азаново                                                                                |
| Колионське сільське поселення    | 498,36     | 1499                   | 1169                   | 6       | села Колион, Тепла Річка, присілки Нижегородка, Новопокровка, Ольговка, Старопокровка                                                                  |
| Красноярське сільське поселення  | 1055,46    | 1356                   | 1125                   | 10      | села Іверка, Красний Яр, селища Большекітатський, Глухаринка, Мала Златогорка, Новий Світ, присілки Велика Златогорка, Вяземка, Красна Тайга, Тіхеєвка |
| Постниковське сільське поселення | 429,52     | 1215                   | 918                    | 5       | села Берікуль, Постниково, Почитанка, селище 3669 км, присілок Велика Піщанка                                                                          |
| Святославське сільське поселення | 557,07     | 1201                   | 936                    | 6       | села Левашовка, Новослов'янка, Островка, Святославка, селище Котовський, присілок Новоорловка                                                          |
| Симбірське сільське поселення    | 271,02     | 793                    | 593                    | 3       | села Летяжка, Симбірка, Тунда |
| Троїцьке сільське поселення      | 328,97     | 1134                   | 924                    | 6       | села Воскресенка, Ломачевка, Троїцьке, селища 324 км, Іверка, присілок Листвянка                                                                       |

## Населення
Населення — 10922 особи (2019; 13517 в 2010, 16476 у 2002).

## Населені пункти
| №  | Населений пункт                  | Населення, осіб (2002) | Населення, осіб (2010) |
| -- | -------------------------------- | ---------------------- | ---------------------- |
| 1  | 324 км, селище                   | 4                      | 0                      |
| 2  | 3669 км, селище                  | 5                      | 0                      |
| 3  | Азаново, присілок                | 127                    | 70                     |
| 4  | Березовський, селище             | 151                    | 141                    |
| 5  | Берікуль, село                   | 520                    | 321                    |
| 6  | Большекітатський, селище         | 14                     | 6                      |
| 7  | Велика Златогорка, присілок      | 22                     | 22                     |
| 8  | Велика Піщанка, присілок         | 152                    | 85                     |
| 9  | Воскресенка, село                | 408                    | 272                    |
| 10 | Вяземка, присілок                | 12                     | 15                     |
| 11 | Глухаринка, селище               | 0                      | 0                      |
| 12 | Іверка, село                     | 262                    | 181                    |
| 13 | Іверка, селище                   | 93                     | 53                     |
| 14 | Іжморка 2-а, село                | 525                    | 493                    |
| 15 | Іжморський, селище міського типу | 6101                   | 5615                   |
| 16 | Колион, село                     | 862                    | 697                    |
| 17 | Котовський, селище               | 86                     | 44                     |
| 18 | Красна Тайга, присілок           | 140                    | 138                    |
| 19 | Красний Яр, село                 | 753                    | 697                    |
| 20 | Левашовка, село                  | 110                    | 55                     |
| 21 | Летяжка, село                    | 257                    | 178                    |
| 22 | Листвянка, присілок              | 57                     | 32                     |
| 23 | Ломачовка, село                  | 102                    | 78                     |
| 24 | Мала Златогорка, селище          | 9                      | 6                      |
| 25 | Нижегородка, присілок            | 360                    | 257                    |
| 26 | Новий Світ, селище               | 359                    | 283                    |
| 27 | Новоорловка, присілок            | 96                     | 42                     |
| 28 | Новопокровка, присілок           | 45                     | 31                     |
| 29 | Новослов'янка, село              | 441                    | 297                    |
| 30 | Ольговка, присілок               | 80                     | 68                     |
| 31 | Островка, село                   | 231                    | 193                    |
| 32 | Постниково, село                 | 613                    | 503                    |
| 33 | Почитанка, село                  | 484                    | 306                    |
| 34 | Святославка, село                | 685                    | 570                    |
| 35 | Симбірка, село                   | 721                    | 566                    |
| 36 | Старопокровка, присілок          | 91                     | 58                     |
| 37 | Тепла Річка, село                | 467                    | 388                    |
| 38 | Тіхеєвка, присілок               | 14                     | 8                      |
| 39 | Троїцьке, село                   | 910                    | 699                    |
| 40 | Тунда, село                      | 107                    | 49                     |